# Grivița, Galați
Grivița este satul de reședință al comunei cu același nume din județul Galați, Moldova, România.

## Istoric
Obiective turistice Biserica „Sf. Mare Mucenic Dimitrie” Călmățui biserica calmatui. Biserica " Sf. Mare Mucenic Dimitrie" Călmățui Biserica este o construcție veche, clădită în jurul anului 1830 și a fost zidită de fostul proprietar al moșiei Brehoaia, și anume Alexe Anastasia pe valea Gerului în apropierea satului Călmățui de astăzi. Această bisericuță a fost adusă în satul Călmățui de către Tache Anastasiu, nepotul și mostenitorul moșiei și rezidită după dimensiunile vechi. Bisericuța este zidită din cărămidă și scoborâtă în pământ la 0,45 m sub nivelul suprafeței solului. Are forma de cruce cu o singură turlă în față. Pictura interioară a fost executată înainte de 1880 de către un zugrav necunoscut. În altar, pe boltă este Încoronarea Maicii Domnului și Sf. Treime. Catapeteasma, din lemn sculptat, desparte nartexul de altar. Inițial biserica l-a avut ca și ocrotitor pe Sfântul Mare Mucenic Gheorghe, așa cum a dorit Alexie Anastasiu. Însa după moarte acestuia, întreaga moșie rămâne nepotului său Dimitrie (Tache) Petre Anastasiu (1836-1900) de neam elen si jurist de profesie, care stăpânește în continuare până în anul 1900. Prin testamentul său, întocmit la 27 decembrie 1897, el lasă întreaga avere Academiei Romane și totodată precizează că hramul Bisericii să fie schimbat, fiind ales un nou ocrotitor, Sfântul Mare Mucenic Dimitrie. cavou calmatui. Cavoul lui Dimitrie (Tache) P. Anastasiu Prin grija boierului Dimitrie P. Anastasiu, biserica satului a beneficiat de un mare sprijin financiar. Academia Română, moștenitoarea întregii averi boierești, trebuia să se îngrijească de toate cele necesare bisericii și de salariile preoților, cântăreților și ale paraclisierului. Cu averea lui Dimitrie (Tache) P. Anastasiu, Academia Română a înființat Fundația omonimă, prin care la conacele de la Călmățui si Țigănești se deschid două școli, prima primară iar cea de a doua de agricultură (Școala de Agricultură a Academiei). La cea dintâi, pe lângă conac, sunt construite și alte anexe care vor fi utilizate drept internat pentru copiii care nu erau din Călmățui. Tot prin testament se stabilește ca orice copil care era bun la învățătură să fie ajutat financiar și îndrumat spre școli universitare. Drept recunoștință, Academia Română i-a zidit în curtea bisericii, în partea de nord, un cavou în marmură albă și o cruce neagră din marmură de Carara cu o înalțime de 4,5 m, prezentă și astăzi.
 Acest articol despre o localitate din județul Galați este deocamdată un ciot. Puteți ajuta Wikipedia prin completarea lui.